# Rävsvingel
Rävsvingel (Vulpia alopecuros) är en gräsart som först beskrevs av Peder Kofod Anker Schousboe, och fick sitt nu gällande namn av Heinrich Friedrich Link. Enligt Catalogue of Life ingår Rävsvingel i släktet ekorrsvinglar och familjen gräs, men enligt Dyntaxa är tillhörigheten istället släktet ekorrsvinglar och familjen gräs. Arten har ej påträffats i Sverige. Inga underarter finns listade i Catalogue of Life.